# Трансэстетика

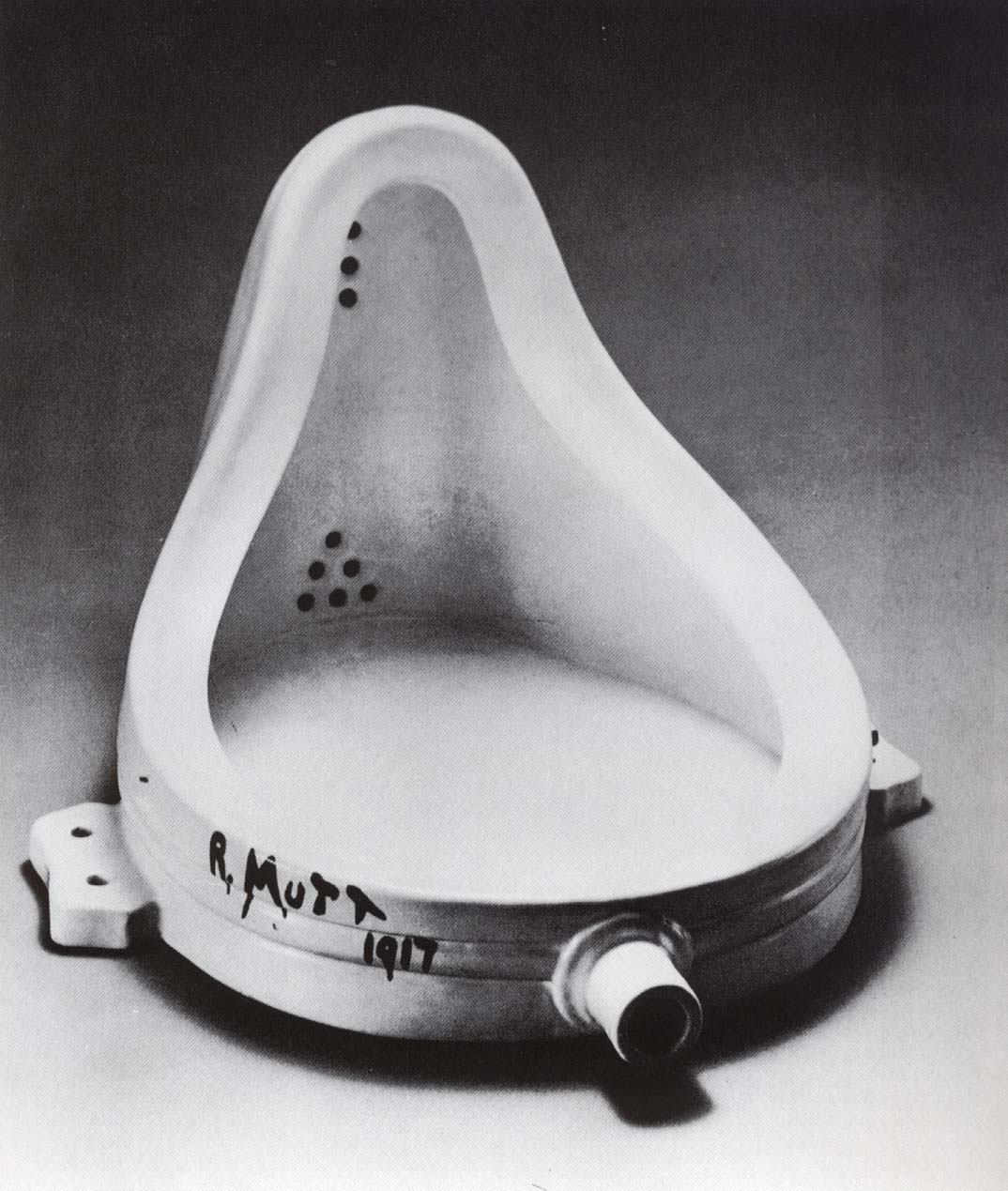
"Фонтан" Марселя Дюшана

Трансэстетика — одно из ключевых понятий в эстетике и философии искусства Жана Бодрийяра, вводимое им в работе «Прозрачность зла» (1990). Данный концепт говорит о том, что современность оказывается в ситуации, когда буквально все в повседневной реальности (политика, мусор, секс, машины и т.д.) подлежит эстетизации.

## Тотальная эстетизация
«Пройдя через освобождение форм, линий, цвета и эстетических концепций, через смешение всех культур и всех стилей, наше общество достигло всеобщей эстетизации, выдвижения всех форм культуры (не забыв при этом и формы антикультуры), вознесения всех способов воспроизведения и антивоспроизведения»
Согласно Бодрийяру, сегодня абсолютно каждый предмет или явление «становится эстетичным: политика превращается в спектакль, секс — в рекламу и порнографию, комплекс мероприятий — в то, что принято называть культурой». Все оказывается допущенным в пределы эстетики, которую уже уместнее называть «трансэстетикой» или «ультраэстетикой», «инфраэстетикой», выходящей за свои прежние границы, растворяясь в вещах. Из-за подобной неразличимости пропадает какой-либо критерий для эстетического суждения и оценки. 
Вследствие же собственной повсеместности эстетика обесценивается и ликвидируется в своем прежнем статусе, поскольку если «эстетично все, ничто более не является ни прекрасным, ни безобразным, даже искусство исчезает», т.е. всеобщая эстетичность равнозначна внеэстетичности всего. Иными словами, тот факт, что все в мире приобретает эстетическое измерение, знаменует собой «конец искусства и эстетики». Субъекту же эстетического опыта в данном контексте не остается ничего, кроме индифферентности, поскольку, будучи пресыщенным изобилием образов, которые нельзя назвать ни прекрасными, ни безобразными, он испытывает лишь безразличие и к искусству, и к эстетике. 

## «Конец искусства»
Бодрийяр считает, что, перед тем как достигнуть своего апогея в средствах массовой информации, рекламе и видео, такое принятие всего в область эстетики впервые происходит в рамках искусства, а именно в дадаизме и реди-мейдах Марселя Дюшана. Французский философ пишет, что в использованной данным художником технике апроприации:
«...объект в своей банальности переносится в пространство эстетики, что делает весь мир своего рода реди-мейдом. Акт Дюшана ничтожный [infinitesimal] сам по себе, но в результате него вся банальность мира переходит в сферу эстетики, а все эстетическое становится банальным. Между этими двумя пространствами банальности и эстетики происходит переключение [commutation], которое действительно кладет конец эстетике в традиционном понимании этого слова. 

И для меня тот факт, что весь мир становится эстетическим, в определенной степени означает конец искусства и эстетики»

Кроме того, «конец искусства и эстетики» подготавливается еще и абстракционизмом, отказывающимся от системы репрезентации и деконструирующим ее. За таким модернистским движением мгновенно следует еще боле радикальный жест отказа от самого изображения, осуществляемый в реди-мейдах, размывающих границы искусства и жизни.
После арт-практик Марселя Дюшана и впоследствии Энди Уорхола образ «больше не может вообразить реальное, поскольку он сам стал реальным».  Иначе говоря, «образы перешли в вещи». Они больше не иллюзорны, утопичны и подражательны, являясь только образами. Так, для Бодрийяра трансэстетический конец искусства превращает художественное произведение в вещь, исчерпывающуюся собственной визуальностью, своего рода «поверхность без глубины».